# گلوری جانسون
گلوری جانسون (انگلیسی: Glory Johnson؛ زادهٔ ۲۷ ژوئیهٔ ۱۹۹۰) بازیکن بسکتبال اهل ایالات متحده آمریکا است.
وی در مسابقات کشوری و بین‌المللی در مجموع برندهٔ ۱ مدال طلا شده‌است.